# Bobcat Company
Bobcat Company er en amerikansk producent af kompaktmateriel, som minilæssere, minigravere, teleskoplæssere, gaffeltrucks og kompakttraktorer. De har hovedkvarter i West Fargo, North Dakota. Siden 2007 har virksomheden været en del af Doosan Infracore.